# Григорије (писар)
Григорије (Глигорије, Глигор) „дијак“ (писар) је живио на двору хумског кнеза Мирослава Завидовића, брата Стефана Немање. Умјетник је за кога знамо да је оставио име на маргинама рукописа „Мирослављевог јеванђеља“, као: „грешни Григорије дијак“. Радио је на дјеловима јеванђеља: крају рукописа, исписао наслове , алилујаре и бојом и златом исликао иницијале. Радио је на старијој „тератолошкој“ орнаментици (са неманима, чудовиштима) и историзованој, млађој романичкој минијатури (често се јавља човјекова фигура). Његове минијатуре се удаљавају од византијских облика и приближавају романским.